# Battle Spirits 少年激霸彈
《Battle Spirits 少年激霸》（日語：バトルスピリッツ 少年激覇ダン），由名古屋電視台製作，於2009年9月13日至2010年9月5日在朝日電視網播放的動畫作品，總共50話。

## 作品概要
《Battle Spirits 少年突破馬神》之後的作品，不過，本篇作品的背景及人物等均為重新設計，所以跟少年突破馬神沒有關係。而且本作的KEY SPIRITS不再是X稀有卡，而是稀有度為M的卡（MASTER RARE）。前作是採用4:3播放比例。

## 登場人物

### 主要人物
馬神彈（聲：大浦冬華／香港：雷碧娜／台灣：汪世瑋）
本作主角。和Battle Spirits 少年突破馬神的主角馬神突破並無關係，紅屬性Core光主，紅色標誌持有者，使用的卡組以紅屬性為主。12歲，中學一年級學生，有着一頭紅色頭髮，穿短褲的熱血男孩。個性直言坦率，不喜歡深思熟慮事情，天然呆。
手上持有「雷皇龍齊格鱗」及「龍星皇流星普爾姆」均具有「激突」能力，因此被稱為「激突王」。
持有X稀有卡：龍星皇流星鱗、龍皇齊格弗烈多、超神星龍齊格鱗·新星（潘帝拉贈送）、激神皇災禍龍（一時持有）、大天使伊斯拉斐-（最終戰）、劍王獸百牙狼（最終戰）、巨人大帝亞歷山大（最終戰）、魔界七將蠅王別西卜（最終戰）。
維奧娜 魔魅（聲：川澄綾子／香港：陳皓宜／台灣：石采薇）
紫屬性Core光主，紫色標誌持有者，使用的卡組以紫屬性為主。14歲，中學二年級學生，有着一頭紫色短髮的女孩，經營着人氣博客「ぱーぷるとーく」<ref>「維奧娜·魔魅」是博客上用的名稱，本名為紫乃宮魔魅，在本作中並未公開名字，在續作《Battle Spirits Brave》出現正式名字。
持有X稀有卡：魔界七將蠅王別西卜、魔界七將亞斯莫迪奧斯。
百瀨勇貴（聲：櫻井孝宏、大浦冬華（幼年）／香港：關令翹、謝潔貞（幼年）／台灣：丘台名）
彈的最大對手。白屬性Core光主，白色標誌持有者，使用的卡組以白屬性為主。15歲，高中一年級學生，有着一頭淺藍色頭髮的男生。除了對妹妹之外，他很少表露自己的感情，個性冷靜沉重，曾被形容為冷酷無情。他是「異界三大領袖」之一，也是異界王的助手。
持有X稀有卡：鎧神機英靈殿、翼神機大沃登、終焉之騎神 諸神黃昏、天帝鳳凰牙（與妹妹華實共用）。
百瀨華實（聲：本多陽子／香港：曾秀清／台灣：石采薇）
勇貴的妹妹，主Core持有者，能把主Core變化成綠色標誌，使用的卡組以綠屬性為主。12歲，中學一年級學生，將青綠色長髮繫成雙馬尾的女孩，少有肢體表情，充滿謎團的少女。只喜歡甜食，其他味道的食物也不吃。
持有X稀有卡：天帝鳳凰牙、終焉之騎神 諸神黃昏（勇貴共用）。
庫拉奇·雷（聲：小野大輔／香港：麥皓豐／台灣：林士程）
黃屬性Core光主，黃色標誌持有者，使用的卡組以黃屬性為主。15歲，中學三年級學生，有着一頭黃色短髮的男孩，別稱「光明貴公子（光の貴公子）」。非常喜愛美少女的卡片，甚至會親吻卡片。
持有X稀有卡：大天使伊斯拉斐。
硯秀斗（聲：岡本信彥→阪口大助（7話以後）／香港：周良鴻／台灣：蔣鐵城）
藍屬性Core光主，藍色標誌持有者，使用的卡組以藍屬性為主。13歲，中學一年級學生，有着一頭深藍色短髮的男孩，個性和善但不善於人際交往。
持有X稀有卡：英雄巨人泰達斯、巨人大帝亞歷山大、神造巨兵奧利哈鋼魔像、機動要塞護城魔像、巨神機托爾、凍獸猛獁。
兵堂劍藏（聲：遠藤綾／香港：曾佩儀／台灣：石采薇）
綠屬性Core光主，綠色標誌持有者，使用的卡組以綠屬性為主。9歲，小學三年級學生，一頭碧綠色短髮，外表看來像女孩的男生。
持有X稀有卡：劍王獸百牙狼。
真古利/咕咕哩(台灣)（聲：洞內愛／香港：陳琴雲／台灣：黃珽筠）
異世界古利族的少年，是彈來到異世界後認識的第一位朋友。性格天真爛漫，擅長料理，身材矮小但擁有怪力。
瑪姬莎（聲：雪野五月／香港：黃紫嫻／台灣：黃珽筠）
自稱「異界女巫」，持有的魔法手杖具有探知光主的能力。有着一頭粉紅色的長髮，行動時戴着女巫的帽子及袍，個性明朗且有正義感，在與彈接觸以後經常共同行動。
持有X稀有卡：魔導女皇安普洛希斯(卡組中唯一一張戰魂卡)。

### 魔界人物
異界王（聲：小山力也、坂東尚樹（老人）／香港：陳永信／台灣：丘台名）
異界領導人物，自認異界所有規矩皆瞭若指掌，認為所有人皆應服從他。
能使用全部六種卡組，但最擅長及喜愛的是紅屬性卡組。
持有X稀有卡：龍星皇流星普爾姆、幻羅星龍蓋亞斯拉。
卡贊（聲：乃村健次／香港：何承駿／台灣：林士程）
異界王任命的卡片管家，別稱為「咒撃卡贊」。擅長使用紫色系的卡組。真實身份為未來的地球人。
克勞恩（聲：上田祐司／香港：陳欣／台灣：蔣鐵城）
異界王任命的卡片管家，戴着眼鏡，別稱為「魔法丑角」。使用黃色的卡組。
左輪（聲：中田讓治）
異界王任命的卡片管家，以敏捷的對戰方式作戰者，別稱為「速戰左輪」，擅長煮綠色咖哩，里昂的好朋友，同為淘金時代的美國人。
持有X稀有卡：蠻騎士海格力斯。
基爾曼·馮·貝爾卡（聲：下野紘／香港：曹啟謙／台灣：蔣鐵城）
異界王親衛隊隊長，常以「我們」做為自己的發語詞，對朋友常以「您」做稱呼。對華實有好感。使用白色的卡組，曾為了決定「誰才是真正的白色戰士」而和百瀨勇貴對戰，但是最終被勇貴打敗。
持有X稀有卡：巨神機托爾。
浮士托（聲：杉野博臣／台灣：林士程）
前藍屬性世界的王者，即是青嵐帝，也是魔族人。
持有X稀有卡：鎧神機英靈殿（勇貴所借）、巨人大帝亞歷山大、神造巨兵奧利哈鋼魔像。
里昂（聲：宮內敦士／香港：朱子聰／台灣：蔣鐵城）
異界三巨頭其中之一，通稱「幻惑里昂」，擅長使用混色卡片以打亂對手步伐。
持有X稀有卡：魔龍帝齊格弗里德、魔帝龍騎 暗黑.黑里昂迅、天帝鳳凰牙、蠻騎士海格力斯、凍獸猛瑪。
潘帝拉（聲：諏訪部順一／香港：葉振聲／台灣：林士程）
異界三巨頭其中之一，通稱為「灼熱潘帝拉」。使用紅色卡組。真實身份為異界王所製作的人造人。
持有X稀有卡：魔龍帝齊格弗里德、魔帝龍騎 暗黑.黑里昂迅
Dr.弗蘭卡（聲：白熊寬嗣／香港：翟耀輝）
研究人間與異界融合技術者，自稱天才科學家。使用藍色卡組。
持有X稀有卡：英雄巨人泰達斯、巨人大帝亞歷山大
古羅塔爾（聲：菅沼久義／香港：曹啟謙）
性格黑暗，曾經意圖殺害異界王而被囚禁，與勇貴的前世有恩怨，別稱「刺客古羅塔爾」。使用紫色的魔界七將卡組。
持有X稀有卡：魔界七將亡命者、魔界七將毀滅之王、魔界七將魔弗王、魔界七將貝爾多格

### 古蘭‧羅洛
賽爾傑（聲：平川大輔／香港：伍博民／台灣：蔣鐵城）
維奧娜的管家，擁有寶藍色長髮、又大又尖的耳朵的異界魔族人，是紫羅蘭號上的操作者及廚師。對任何人也十分有禮，會以巧妙的手段引導維奧娜。
為娜美的前任管家。
祖利安（聲：前野智昭／香港：張錦江）
前紅屬性Core光主，多次被異界王打敗後失去鬥志，其後更運用紅屬性加上白屬性的卡組並封印激突。和彈對戰後，決定協助彈打敗異界王，並把「龍星皇流星鱗」和魔法卡「流星風暴」交給彈。
持有X稀有卡：龍星皇流星普爾姆（已給了彈）、聖皇齊格弗烈丁、暴雙龍迪拉羅斯
娜美（聲：大原沙耶香／台灣：汪世瑋）
賽爾傑的前主人，有「毒蠍娜美」之稱的魔族人。
持有X稀有卡：魔界七將蠅王別魯傑比特（已給了維奧娜）

### Battle Spirits Brave 角色

#### 主角
《Battle Spirits 少年激霸彈》的续篇《Battle Spirits Brave》角色如下：
尤斯．古連漢（聲：柿原徹也／香港：周倚天／台灣：宋昱璁）
13歲的男孩，「美麗蘇菲亞號」的操舵手。
持有X稀有卡：龍星皇流星布魯姆、太陽神龍 昇陽．阿波羅龍。
布莉姆．瑪奇那（聲：伊藤加奈惠／香港：林元春／台灣：劉如蘋）
13歲的女孩，「美麗蘇菲亞號」的機械維護者，常在說話中加上「機械」二字。
持有X稀有卡：鎧神機 瓦爾哈蘭斯、翼神機 古蘭．沃登。

#### 魔族
巴洛尼/月光巴洛尼（聲：浪川大輔／香港：梁偉德／台灣：何志威）
羅馬的領主，初登場時已超過60歲。
持有X稀有卡：月光龍 突擊．齊格普爾姆、月光神龍 月神・史特萊克普爾姆 月紅龍·突擊普爾姆·射手 光導創神·阿波羅 創界神·毗濕奴 維持神龍·三步天地相。
持有十二宮X稀有卡：獅機龍神  史克萊特普爾姆里歐、天秤造神 天衡．哥雷姆、天蠍神騎 思可魯斯比亞、巨蟹武神  加薩德、寶瓶神機  水瓶艾力希翁、魔羯邪神 魔宴．修達柏爾克、蛇皇神帝 阿斯古庇俄斯。
暴將德古（聲：濱田賢二／香港：招世亮／台灣：林谷珍）
亞洲的領主。
持有X稀有卡：劍王獸百牙狼、滅神星龍 暗黑普爾姆．新星、魔界七將貝魯多戈爾。
黑暗之扎吉／伊扎斯（聲：鈴村健一／香港：周良鴻／台灣：林谷珍）
持有X稀有卡：巨人大帝亞歷山大、神造巨兵奧利哈剛魔像、機動要塞巨城魔像。
羽翼伊歐拉斯（聲：三宅健太／香港：招世亮／台灣：林谷珍）
持有X稀有卡：天帝鳳凰、終焉之騎神 諸神的黃昏。

## 卡片

### 紅色
BS01-X01 龍皇 齊格弗烈多
- 系統：古龍
- 戰徽：紅
- 費用：6
- 減輕戰徽：紅3
- LV1：BP4000，LV2：BP6000，LV3：BP10000

BS02-X05 暴雙龍 迪拉諾斯
- 系統：地龍．皇獸
- 戰徽：紅
- 費用：7
- 減輕戰徽：紅3
- LV1：BP4000，LV2：BP5000，LV3：BP9000

BS04-X13 魔龍帝 齊格弗里德
- 系統：龍帝・古龍
- 戰徽：紅
- 費用：9
- 減輕戰徽：紅5
- LV1：BP5000，LV2：BP7000，LV3：BP12000

BS06-X21 激神皇 卡斯多羅夫龍
- 系統：虚神・古龍
- 戰徽：紅
- 費用：10
- 減輕戰徽：紅6
- LV1：BP7000，LV2：BP10000，LV3：BP20000

BS07-X25 龍星皇 流星布魯姆
- 系統：星龍．勇傑
- 戰徽：紅
- 費用：7
- 減輕戰徽：紅3
- LV1：BP6000，LV2：BP7000，LV3：BP11000

BS08-X29 魔帝龍騎 黑暗庫里姆戎
- 系統：龍騎．龍帝
- 戰徽：紅
- 費用：7
- 減輕戰徽：紅4
- LV1：BP6000，LV2：BP8000，LV3：BP10000

BS09-X35 超神星龍 齊格布魯姆・新星
- 系統：星龍．勇傑
- 戰徽：紅2
- 費用：8
- 減輕戰徽：紅3
- LV1：BP7000，LV2：BP10000，LV3：BP15000

BS10-X01 幻羅星龍 蓋亞斯拉
- 系統：神星．星龍
- 戰徽：紅
- 費用：10
- 減輕戰徽：紅6
- LV1：BP8000，LV2：BP10000，LV3：BP13000，LV4：BP30000

### 白色
BS01-X04 巨神機 托爾
- 系統：動器
- 戰徽：白
- 費用：6
- 減輕戰徽：白4
- LV1：BP3000，LV2：BP5000，LV3：BP8000

BS03-X10 凍獸 猛獁
- 系統：巨獸
- 戰徽：白
- 費用：8
- 減輕戰徽：白4
- LV1：BP6000，LV2：BP9000，LV3：BP10000

BS06-X24 鎧神機 瓦爾哈蘭斯
- 系統：武裝．戰騎
- 戰徽：白
- 費用：7
- 減輕戰徽：白3
- LV1：BP6000，LV2：BP7000，LV3：BP10000

BS08-X32 翼神機 古蘭・沃登（The WingDeity Grand-Woden）
- 系統：武裝．戰騎
- 戰徽：白2
- 費用：8
- 減輕戰徽：白5
- LV1：BP8000，LV2：BP9000，LV3：BP10000

### 紫色
BS01-X02 魔界七將 亡命者
- 系統：夜族・咒鬼
- 戰徽：紫
- 費用：8
- 減輕戰徽：紫3
- LV1：BP6000，LV2：BP9000

BS02-X06 魔界七將 毀滅之王
- 系統：夜族・咒鬼
- 戰徽：紫
- 費用：7
- 減輕戰徽：紫3
- LV1：BP4000，LV2：BP8000

BS04-X14 魔界七將 魔窟王
- 系統：魔神．妖蛇
- 戰徽：紫
- 費用：8
- 減輕戰徽：紫4
- LV1：BP5000，LV2：BP6000，LV3：BP9000

BS06-X22 魔界七將 別魯傑比特
- 系統：冥主．咒鬼
- 戰徽：紫
- 費用：7
- 減輕戰徽：紫3
- LV1：BP6000，LV2：BP8000，LV3：BP10000

BS08-X30 魔界七將 阿斯摩迪歐斯
- 系統：冥主．夜族
- 戰徽：紫2
- 費用：9
- 減輕戰徽：紫5
- LV1：BP7000，LV2：BP9000，LV3：BP13000

BS09-X36 魔界七將 貝爾多格
- 系統：冥主．魔影
- 戰徽：紫
- 費用：3
- 減輕戰徽：紫1
- LV1：BP3000，LV2：BP5000

### 綠色
BS03-X09 蠻騎士 海格力斯
- 系統：戰騎
- 戰徽：綠
- 費用：7
- 減輕戰徽：綠3
- LV1：BP5000，LV2：BP9000

BS04-X15 凱撒亞瑟皇帝
- 系統：戰騎・殻人
- 戰徽：綠
- 費用：9
- 減輕戰徽：綠5
- LV1：BP6000，LV2：BP9000

BS06-X23 天帝 鳳凰牙
- 系統：虛神．爪鳥
- 戰徽：綠
- 費用：10
- 減輕戰徽：綠6
- LV1：BP6000，LV2：BP10000，LV3：BP16000

BS07-X26 劍王獸 百牙狼
- 系統：劍獸
- 戰徽：綠
- 費用：6
- 減輕戰徽：綠3
- LV1：BP7000，LV2：BP9000

### 黃色
BS07-X27 大天使 伊斯菲爾
- 系統：天靈
- 費用：7
- 減輕戰徽：黃3
- 戰徽：黃
- LV1：BP5000，LV2：BP7000，LV3：BP8000

BS09-X39 魔導女皇 安普洛希烏斯
- 系統：導魔
- 戰徽：黃
- 費用：7
- 減輕戰徽：黃2
- LV1：BP4000，LV2：BP6000，LV3：BP8000

### 藍色
BS03-X12 英雄巨人 泰達斯
- 系統：鬥神・勇傑
- 戰徽：藍
- 費用：8
- 減輕戰徽：藍4
- LV1：BP6000，LV2：BP9000

BS07-X28 巨人大帝 亞歷山大
- 系統：鬥神．勇傑
- 戰徽：藍
- 費用：6
- 減輕戰徽：藍3
- LV1：BP6000，LV2：BP10000

BS08-X34 神造巨兵 奧里哈鋼魔像
- 系統：造兵・勇傑
- 戰徽：藍
- 費用：7
- 減輕戰徽：藍4
- LV1：BP5000，LV2：BP7000，LV3：BP10000

### 混色
BS05-X19 聖皇 齊格弗烈丁
- 系統：古龍・動器
- 戰徽：紅，白
- 費用：9
- 減輕戰徽：紅3，白3
- LV1：BP6000，LV2：BP7000，LV3：BP15000

BS09-X37 終焉之騎神 諸神黃昏
- 系統：戰騎．殼人
- 戰徽：綠，白
- 費用：9
- 減輕戰徽：綠3，白3
- LV1：BP7000，LV2：BP9000，；LV3：BP15000

## 動畫

### 製作人員
- 企劃：日昇動畫
- 監督：西森章
- 系列構成：富岡淳廣
- 角色原案：剛田チーズ
- 角色設計：湯本佳典
- Spirits設計：石垣純哉、今石進、丸山浩、ヒラタリョウ
- CG 導演：井上喜一郎
- CG 企劃者：柴田英樹
- 美術監督：中村典史
- 色彩設計：柴田亞紀子
- 攝影監督：貞光壽幸
- 編輯：渡邊直樹
- 音樂：瀨川英史
- 音響製作：クルーズ
- 音樂協力：Lantis、日昇動畫音樂出版
- 音響監督：藤野貞義
- 主要製片人：寶田壽也（名古屋電視台）、尾崎雅之（日昇動畫）
- 製作人：福嶋更一郎（名古屋電視台）、若鍋龍太（日昇動畫）
- 動畫製作：日昇動畫
- 製作：名古屋電視台、日昇動畫、ADK

### 主題曲
- 片頭曲「Battle No Limit!」

作詞：影山浩宣、作曲：影山浩宣、編曲：、歌：JAM Project
- 片尾曲（第1 - 33話、第50話）

作詞：及川光博、作曲：及川光博、編曲：、歌：及川光博
- 片尾曲（第34 - 49話）

作詞：、作曲：太田美知彥、編曲：鈴木達也、歌：銀河渡邊（諏訪部順一）

### 劇集列表
以下劇集按照首播順序排列（不包括首播後的任何重播）
| 話數 | 日文標題                                             | 香港標題                                          | 台灣標題                                        | 劇本         | 分鏡           | 演出     | 作畫監督                  | 總作畫監督 | 日本首播日期   | 香港首播日期   | 香港放送日     |
| ---- | ---------------------------------------------------- | ------------------------------------------------- | ----------------------------------------------- | ------------ | -------------- | -------- | ------------------------- | ---------- | -------------- | -------------- | -------------- |
| 01   | 激突！雷皇龍ジークヴルム！                           | 激突！雷皇龍齊格鱗                                | 向前衝！雷皇龍齊格普爾姆                        | 富岡淳廣     | 西森章         | 西森章   | 石川てつや                | 湯本佳典   | 2009年9月13日  | 2011年1月3日   | 2012年 1月16日 |
| 02   | 友情のアンキラーザウルス！                           | 友情的鑽甲龍                                      | 殺手地龍的友誼                                  | 富岡淳廣     | 西森章         | 工藤寬顯 | 田中良                    | 湯本佳典   | 2009年9月20日  | 2011年1月4日   | 1月17日        |
| 03   | 巨神召喚・鉄騎皇イグドラシル！                       | 巨神召喚．鐵騎王尤特希爾                          | 巨神召喚！鐵騎皇尤克特拉希爾                    | 富岡淳廣     | 松井仁之       | 田邊泰裕 | 新保卓郎、高瀨健一        | 湯本佳典   | 2009年9月27日  | 2011年1月5日   | 1月18日        |
| 04   | 雷皇龍VS鉄騎皇                                       | 雷皇龍 對 鐵騎皇                                  | 雷皇龍對鐵騎皇                                  | 富岡淳廣     | 渡邊正樹       | 渡邊正樹 | 藤井智之                  | 湯本佳典   | 2009年10月4日  | 2011年1月6日   | 1月19日        |
| 05   | 緑の疾風！神速のアメンボーグ                         | 綠色的疾風！神速水猛                              | 綠色疾風！神速的水澠蟲怪                        | 樋口達人     | 池野昭二       | 池野昭二 | 長生中                    | 湯本佳典   | 2009年10月11日 | 2011年1月7日   | 1月20日        |
| 06   | 美女と野獣！？！天使長ソフィア／賢獣アイベリックス   | 美女與野獸！？！天使長 蘇菲亞 賢獸羱羊            | 美女與野獸！？！天使長索菲亞，聰明獸愛貝力克斯  | 神山修一     | 古賀一臣       | 古賀一臣 | 可兒裏未 濱田勝           | 湯本佳典   | 2009年10月18日 | 2011年1月10日  | 1月23日        |
| 07   | デスマッチ！冥闘士バラムの猛攻                       | 困獸鬥！冥鬥士巴拉姆之猛攻                        | 死亡比賽！冥鬥士巴拉姆的猛攻                    | ほそのゆうじ | 河村智之       | 河村智之 | 榎本勝紀                  | 湯本佳典   | 2009年10月25日 | 2011年1月11日  | 1月24日        |
| 08   | 究極龍 激神皇カタストロフドラゴン                    | 究極龍 激神皇災煱龍                               | 終極龍 激神皇卡斯多羅夫龍                       | 網谷正治     | しのみやすゆき | 高橋順   | 小田武士                  | 湯本佳典   | 2009年11月1日  | 2011年1月12日  | 1月25日        |
| 09   | 紫の闇！魔界七將ベルゼビート                         | 紫色的黑暗！魔界七將 蠅皇別西卜                   | 紫色黑暗！魔界七將貝魯傑比特                    | 富岡淳廣     | 田邊泰裕       | 田邊泰裕 | 石川てつや                | 湯本佳典   | 2009年11月8日  | 2011年1月13日  | 1月26日        |
| 10   | 鎧神機ヴァルハランスの審判 最強の槍、神機グングニル  | 鎧神機 英靈殿既審判 最強之槍、神機永恆之槍        | 鎧神機瓦爾哈蘭斯的審判。最強的槍，神機永恆之槍  | ほそのゆうじ | 松井仁之       | 工藤寬顯 | 新保卓郎、高瀨健一        | -          | 2009年11月15日 | 2011年1月14日  | 1月27日        |
| 11   | 閉ざされた門 鉄壁のブロック・ゴレム！                | 被關閉的門 鐵壁之紅尊．哥雷姆！                   | 被封閉的城門，鐵壁般的石磚牆魔像                | 神山修一     | 渡邊正樹       | 渡邊正樹 | 長生中                    | -          | 2009年11月22日 | 2011年1月17日  | 1月30日        |
| 12   | 覚醒・紅蓮のドラゴンデッキ！                         | 覺醒 紅蓮的龍族卡組！                             | 覺醒，紅蓮的神龍牌庫                            | 樋口達人     | 池野昭二       | 池野昭二 | 湯本佳典                  | -          | 2009年11月29日 | 2011年1月18日  | 1月31日        |
| 13   | 嵐の暴君・天帝ホウオウガ！                           | 風暴的暴君 天帝鳳凰！                             | 狂風的暴君，天帝鳳凰牙                          | 樋口達人     | 喜多幡徹       | 譽田晶子 | 池田有、高瀨健一 木宮亮介 | 湯本佳典   | 2009年12月6日  | 2011年1月19日  | 2月1日         |
| 14   | 異界の中心で魔ゐが叫ぶ                               | 異界的中心 魔魅狂叫                               | 小紫在異界中心的吶喊                            | 網谷正治     | 河村智之       | 河村智之 | 鈴木幸江                  | 湯本佳典   | 2009年12月13日 | 2011年1月20日  | 2月2日         |
| 15   | 封印された激突・龍星皇メテオヴルム！                 | 被封印的激突 龍星皇萬迪鱗！                       | 受到封印的衝擊，龍星皇流星布魯姆                | 富岡淳廣     | 金﨑貴臣       | 牧野吉高 | 小田武士                  | 湯本佳典   | 2009年12月20日 | 2011年1月21日  | 2月3日         |
| 16   | チャンピオンシップ開幕・巨人大帝アレクサンダー強襲！ | 錦標賽開幕 巨人大帝亞歷山大強襲！                 | 冠軍爭霸戰開幕，巨人大帝亞歷山大的強襲          | 富岡淳廣     | 田邊泰裕       | 田邊泰裕 | 藤井智之                  | 湯本佳典   | 2010年1月3日   | 2011年1月24日  | 2月6日         |
| 17   | Xレア対決！龍星皇メテオヴルムVSカイザーアトラス皇帝  | X稀有卡對決！龍星皇萬迪鱗 對 凱撒亞瑟皇帝         | X稀有卡對決。龍星皇流星布魯姆VS凱薩阿特拉斯皇帝 | 網谷正治     | 工藤寬顯       | 工藤寬顯 | 菊池晃                    | -          | 2010年1月10日  | 2011年1月25日  | 2月7日         |
| 18   | 1ターンキル！光の貴公子vs攻速のシュラ！              | 一局決勝！光明貴公子 對 攻速修羅！                | 一回合定生死！光之貴公子VS速攻修拉              | ほそのゆうじ | 渡邊正樹       | 渡邊正樹 | 石川てつや                | -          | 2010年1月17日  | 2011年1月26日  | 2月8日         |
| 19   | あやつりバトル！？！剣王獣ビャク・ガロウ見參！       | 被操控o既戰鬥！？！劍王獸 白虎駭洛！              | 被操縱的對戰！？！劍王獸百牙狼駕到              | 神山修一     | 池野昭二       | 池野昭二 | 新保卓郎                  | -          | 2010年1月24日  | 2011年1月27日  | 2月9日         |
| 20   | チャンピオンシップ決勝戦！龍星皇vs剣王獣！！         | 錦標賽決戰！龍星皇 對 劍王獸                      | 冠軍爭霸戰決賽！龍星皇VS劍王獸                  | 樋口達人     | 河村智之       | 河村智之 | 長生中、石田智子          | -          | 2010年1月31日  | 2011年1月28日  | 2月10日        |
| 21   | 龍虎激突！復活のメテオヴルム！！                     | 龍虎激突！復活的萬迪鱗！！                        | 龍虎激鬥！復活的流星布魯姆                      | 樋口達人     | 松井仁之       | 高橋英俊 | 小田武士、飯飼一幸        | -          | 2010年2月7日   | 2011年1月31日  | 2月13日        |
| 22   | メテオヴルムvsヴァルハランス！                       | 萬迪鱗 對 鎧神機 英靈殿！                         | 流星布魯姆VS瓦爾哈蘭斯                          | 富岡淳廣     | 渡邊哲哉       | 高橋順   | 長生中                    | -          | 2010年2月14日  | 2011年2月1日   | 2月14日        |
| 23   | 囚われのメテオヴルム！                               | 被禁錮的的萬迪鱗                                  | 被囚禁的流星布魯姆                              | 富岡淳廣     | 田邊泰裕       | 田邊泰裕 | 椛島洋介、藤井智之        | -          | 2010年2月21日  | 2011年2月2日   | 2月15日        |
| 24   | 激突vs破壊！竜騎將ディライダロス                     | 激突VS破壞！龍騎將帝蘭迪羅斯                      | 衝擊VS破壞！龍騎將迪萊塔洛斯                    | 樋口達人     | 譽田晶子       | 譽田晶子 | 鈴木幸江                  | -          | 2010年2月28日  | 2011年2月3日   | 2月16日        |
| 25   | 光臨！大天使イスフィール！                           | 光臨！大天使伊斯拉斐                              | 降臨！大天使伊斯菲爾                            | 樋口達人     | 渡邊正樹       | 渡邊正樹 | 菊池晃                    | -          | 2010年3月7日   | 2011年2月4日   | 2月17日        |
| 26   | 砕け散るライフ！異界王VS激突王                       | 消散的生命值！異界王 對 激突王                    | 潰散的生命值！異界王VS衝擊王                    | 富岡淳廣     | 高橋順         | 高橋順   | 石川てつや                | -          | 2010年3月14日  | 2011年2月7日   | 2月20日        |
| 27   | メテオヴルム散る・異界王VS激突王！                   | 被滅的萬迪鱗 異界王 對 激突王！                   | 流星布魯姆殞落，異界王VS衝擊王                  | 富岡淳廣     | 池野昭二       | 池野昭二 | 新保卓郎                  | -          | 2010年3月21日  | 2011年02年08日 | 2月21日        |
| 28   | バトル入門 ペンタン帝國の野望                        | 比拼初哥 企鵝帝國的野心                           | 對戰入門，貝貝鵝帝國的野心                      | 神山修一     | 河村智之       | 河村智之 | 長生中                    | -          | 2010年3月28日  | 2011年2月9日   | 2月22日        |
| 29   | 龍帝コンボ 魔帝龍騎ダーク・クリムゾン                | 龍帝組合 魔帝龍騎 暗黑．黑里昂迅                  | 龍帝組合技！魔帝龍騎黑暗庫里姆戎                | 網谷正治     | 矢島サコ美     | 高橋英俊 | 小田武士、飯飼一幸        | -          | 2010年4月4日   | 2011年02年10日 | 2月23日        |
| 30   | 青のクライシス 囚われの鎧神機ヴァルハランス          | 藍屬性危機 被禁固的鎧神機英靈殿                   | 藍色的危機，被囚禁的鎧神機瓦爾哈蘭斯            | 網谷正治     | 工藤寬顯       | 馬引圭   | 鈴木幸江                  | -          | 2010年4月11日  | 2011年02年11日 | 2月24日        |
| 31   | ダーククリムゾン襲來 逆襲のビャク・ガロウ            | 暗黑．黑里昂迅來襲 白虎．駭洛的反擊               | 黑暗庫里姆戎來襲！百牙狼的逆轉勝                | 樋口達人     | 田邊泰裕       | 田邊泰裕 | 飯飼一幸                  | -          | 2010年4月18日  | 2011年2月14日  | 2月27日        |
| 32   | 激突王ダン！メテオストームの奇跡！                   | 激突王馬神彈！流星風暴的奇跡！                    | 衝擊王小丹！流星風暴的奇蹟                      | 富岡淳廣     | 渡邊正樹       | 渡邊正樹 | 湯本佳典                  | -          | 2010年4月25日  | 2011年2月15日  | 2月28日        |
| 33   | タッグバトル！神造巨兵オリハルコン・ゴレムの恐怖     | 雙打比拼！神造巨兵奧利哈鋼哥雷姆的恐怖            | 雙人對戰！恐怖的神造巨兵奧里哈魯根魔像          | 神山修一     | 譽田晶子       | 譽田晶子 | 菊池晃                    | -          | 2010年5月2日   | 2011年02年16日 | 2月29日        |
| 34   | タッグバトル！龍星皇VS神造巨兵                       | 雙打對戰！龍星皇 對 神造巨兵                      | 雙人對戰！龍星皇VS神造巨兵                      | 神山修一     | 高橋順         | 高橋順   | 新保卓郎                  | -          | 2010年5月9日   | 2011年02年17日 | 3月1日         |
| 35   | 復讐のスカルピオーネ 來たれ！魔界七將アスモディオス  | 復仇的骸蛇 斯加比安歷 來吧！魔界七將 阿斯莫迪奧斯 | 復仇的魔蠍女！現身吧！魔界七將阿斯摩迪歐斯      | 網谷正治     | 池野昭二       | 池野昭二 | 石川てつや                | -          | 2010年5月16日  | 2011年2月18日  | 3月2日         |
| 36   | 決斷の硯！決別のオリハルコン・ゴレム                 | 硯秀斗的決斷！決別 奧利哈鋼．哥雷姆               | 小硯的抉擇！奧里哈魯根魔像的訣別                | 樋口達人     | 河村智之       | 河村智之 | 愛敬由紀子                | -          | 2010年5月23日  | 2011年2月21日  | 3月5日         |
| 37   | 鎧神機ヴァルハランスVS賢者の樹の実                   | 鎧神機英靈殿 對 賢者之樹果                        | 鎧神機瓦爾哈蘭斯VS賢者樹之果實                  | 富岡淳廣     | 岩本保雄       | 緒方隆秀 | 田邊謙司                  | -          | 2010年5月30日  | 2011年2月22日  | 3月6日         |
| 38   | 翼神機グラン・ウォーデン飛翔！                       | 翼神機大旭登．飛翔！                              | 翼神機古蘭渥登的飛翔                            | 富岡淳廣     | 田邊泰裕       | 田邊泰裕 | 鈴木幸江                  | -          | 2010年6月6日   | 2011年2月23日  | 3月7日         |
| 39   | 全色激突！ホライゾンラダー攻防戦                     | 全色激突！水平天梯攻防戰                          | 全色衝擊！地平線階梯攻防戰                      | 富岡淳廣     | 渡邊正樹       | 馬引圭   | 中村勇介                  | -          | 2010年6月13日  | 2011年2月24日  | 3月8日         |
| 40   | グラン・ロロ最期の日                                 | 格蘭．羅洛的末日                                  | 古蘭羅洛最後的一天                              | 富岡淳廣     | 渡邊正樹       | 渡邊正樹 | 湯本佳典                  | -          | 2010年6月20日  | 2011年2月25日  | 3月9日         |
| 41   | 超神星龍ジークヴルム・ノヴァVSXレア軍団              | 超神星龍齊格鱗新星 對 X稀有卡軍團                 | 雷皇龍齊格普爾姆新星對X稀有卡軍團               | 網谷正治     | 譽田晶子       | 譽田晶子 | 菊池晃                    | -          | 2010年6月27日  | 2011年2月28日  | 3月12日        |
| 42   | 超神星龍の咆哮！よみがえれ、マギサ！                 | 超神星龍的咆哮！瑪姬莎                            | 超神星龍的咆哮！瑪姬莎的復活                    | 樋口達人     | 高橋順         | 高橋順   | 長生中                    | -          | 2010年7月4日   | 2011年3月1日   | 3月13日        |
| 43   | 異界王からの刺客！魔界七將VS終焉の騎神               | 異界王的刺客！魔界七將VS終焉之騎神                | 異界王派來的刺客！魔界七將對終焉的騎神          | 神山修一     | 池野昭二       | 池野昭二 | 新保卓郎                  | -          | 2010年7月18日  | 2011年3月2日   | 3月14日        |
| 44   | 緑の暴風がやむとき                                   | 綠的暴風停止時                                    | 綠色暴風靜止時                                  | 富岡淳廣     | 河村智之       | 河村智之 | 石川てつや                | -          | 2010年7月25日  | 2011年3月3日   | 3月15日        |
| 45   | 覚悟のドロー！Xレア魔導女皇アンブロシウス            | 覺醒的卡組！X稀有咭魔導女皇安波羅修               | 覺悟的牌庫抽牌！X稀有卡魔導女皇安普洛西烏絲     | 網谷正治     | 渡邊哲哉       | 馬引圭   | 中村勇介                  | -          | 2010年8月1日   | 2011年3月4日   | 3月16日        |
| 46   | 究極のXレア！幻羅星龍ガイ・アスラ登場！              | 究極的X稀有咭！幻羅星龍．凱亞斯拉                 | 終極X稀有卡！幻羅星龍蓋亞斯拉登場               | 神山修一     | 田邊泰裕       | 田邊泰裕 | 鈴木幸江                  | -          | 2010年8月8日   | 2011年3月7日   | 3月19日        |
| 47   | 激突王VS白銀の騎士                                   | 激突王VS白銀之騎士                                | 衝擊王對白銀騎士                                | 富岡淳廣     | 渡邊正樹       | 中島大輔 | 田邊謙司                  | -          | 2010年8月15日  | 2011年3月8日   | 3月20日        |
| 48   | 決著！ジークヴルム・ノヴァVSラグナ・ロック           | 決戰！齊格鱗新星對諸神的黃昏                      | 決勝！齊格普爾姆新星對諸神黃昏                  | 富岡淳廣     | 河村智之       | 高橋順   | 菊池晃                    | -          | 2010年8月22日  | 2011年3月9日   | 3月21日        |
| 49   | 対異界王！最後の光主デッキ                           | 決戰異界王！最後的光主咭組                        | 挑戰異界王！最後的光主牌庫                      | 富岡淳廣     | 譽田晶子       | 譽田晶子 | 長生中                    | -          | 2010年8月29日  | 2011年03年10日 | 3月22日        |
| 50   | さらば、激突王！                                     | 再見，激突王！                                    | 再會吧，衝擊王！                                | 富岡淳廣     | 渡邊正樹       | 渡邊正樹 | 石川てつや                | -          | 2010年9月5日   | 2011年3月11日  | 3月23日        |

### 節目的變遷
| 無綫兒童台 星期一至五 10:00－10:30 節目 | 無綫兒童台 星期一至五 10:00－10:30 節目                 | 無綫兒童台 星期一至五 10:00－10:30 節目 |
| --------------------------------------- | ------------------------------------------------------- | --------------------------------------- |
|                                         | Battle Spirits 少年激霸 （2011年1月3日－3月11日）       |                                         |
| 奇幻魔法Melody 第3輯                    | 櫻桃小丸子 第2輯，第417－468集                          |                                         |
| 無綫兒童台 星期一至五 12:30－13:00 節目 |                                                         |                                         |
| 熱血最強 重播                           | Battle Spirits 少年激霸 重播 （2012年4月17日－6月25日） | 數碼暴龍DS                              |
| 無綫兒童台 星期一至五 09:00－09:30 節目 |                                                         |                                         |
| Battle Spirits 少年突破馬神 重播        | Battle Spirits 少年激霸 重播 （2013年4月10日－6月18日） | Battle Spirits 少年勇者 重播            |

| 翡翠台 星期一至五 16:35－17:05 節目（放學ICU時段內）                                                     | 翡翠台 星期一至五 16:35－17:05 節目（放學ICU時段內）   | 翡翠台 星期一至五 16:35－17:05 節目（放學ICU時段內） |
| --- | ------------------------------------------------------ | ---------------------------------------------------- |
| | Battle Spirits 少年激霸 （2012年1月16日－3月23日）     |                                                      |
| 寵物反斗星 第1－49集                                                                                     | 網絡小精靈                                             |                                                      |
| 翡翠台 星期六、日 16:00－16:30 節目 2月8日至3月1日 星期六 16:00－16:30 6月7日、8日、8月9日及10日暫停播映 |                                                        |                                                      |
| 光之美少女：幸福精靈 重播                                                                                | Battle Spirits 少年激霸 重播 （2014年2月1日－8月16日） | 數碼暴龍合體大作戰 重播                              |

| 東森幼幼台 星期一至日 04:00－05:00 節目                      | 東森幼幼台 星期一至日 04:00－05:00 節目                | 東森幼幼台 星期一至日 04:00－05:00 節目 |
| ------------------------------------------------------------ | ------------------------------------------------------ | --------------------------------------- |
|                                                              | 少年戰魂 （2011年8月2日－8月26日）                     |                                         |
| 馬達加斯加 重播，04:00 - 04:30真珠美人魚 重播，04:30 - 05:00 | 倒霉熊 重播，04:00 - 04:30變身公主 重播，04:30 - 05:00 |                                         |

## 漫畫
- 單行本由角川書店發行，總共3卷，香港版由正文社代理發行，台灣版由青文出版社代理發行。

| 集數 | 角川書店      | 角川書店               | 正文社        | 正文社                 | 青文出版社    | 青文出版社             |
| 集數 | 出版日期      | ISBN                   | 出版日期      | ISBN                   | 出版日期      | ISBN                   |
| ---- | ------------- | ---------------------- | ------------- | ---------------------- | ------------- | ---------------------- |
| 1    | 2010年3月26日 | ISBN 978-4-04-715411-7 | 2011年5月23日 | ISBN 978-988-8069-51-4 | 2012年6月25日 | ISBN 978-986-310-270-0 |
| 2    | 2010年6月26日 | ISBN 978-4-04-715464-3 |               | ISBN 978-988-8070-08-4 | 2012年8月25日 | ISBN 978-986-310-271-7 |
| 3    | 2010年9月25日 | ISBN 978-4-04-715541-1 |               | ISBN 978-988-8152-04-9 | 2012年9月25日 | ISBN 978-986-310-337-0 |

## 映像Soft化
本編的DVD在2010年2月19日至2011年2月4日發售。全17卷，各卷收錄了3話（1卷只有2話）。

## 參註
1. ↑  巴哈姆特. . 巴哈姆特電玩資訊站.   [2025-06-13] （中文（臺灣））.
2. ↑  , 2024-12-07  [2025-06-13] （日语）

## 外部連結
- （日語）電視動畫「Battle Spirits 少年激霸」官方網頁（页面存档备份，存于）
- （日語）電視動畫「Battle Spirits 少年激霸」名古屋電視台網頁（页面存档备份，存于）